# Lucy Hale
Karen Lucille Hale (Memphis, Tennessee, SAD, 14. lipnja 1989.), poznatija kao Lucy Hale, američka je filmska i TV glumica i pjevačica. Slavu je stekla glavnim ulogama u TV serijama Savršeno oružje, Na visokoj nozi i Slatke male lažljivice. Također se pojavljuje u filmu Vrisak 4 i u filmu “Truth or Dare”.

## Životopis
Hale je rođena u Memphisu, Tennessee. Visoka je 157 cm (5'2"). Voli pjevanje i izjavila je da želi postati pjevačica. Nekoliko mjeseci je bila u vezi s glumcem Davidom Henriem. Iako se nagađalo kako je u vezi sa svojim kolegom iz serije Slatke male lažljivice, Ianom Hardingom, nekoliko puta je to opovrgnula.

## Karijera
Prvo se pojavila u američkom reality showu American Juniors 2005. godine i dospjela među najbolji pet natjecatelja u showu.
Zatim se pojavila u gostujućim ulogama u TV serijama Drake & Josh, Ned's Declassified School Survival Guide, The O.C., Kako sam upoznao vašu majku i Čarobnjaci iz Waverlyja. 
Hale je u znanstveno-fantastičnoj dramskoj seriji Savršeno oružje glumila Beccu Sommers. Zatim je u filmu Čarobne hlače 2 tumačila ulogu Effie. U TV seriji Na visokoj nozi je glumila Rose Baker, s Ashley Newbrough i Joannom Garcia. Također je glumila u TV filmu Rat sestrinstva.
U prosincu 2009. je počela snimati seriju Slatke male lažljivice u kojoj tumači jedan od glavnih likova, Arie Montgomery. Serija se snima po istoimenoj seriji knjiga Sare Shepard. Za tu ulogu je dobila dvije "Teen Choice" nagrade.
U siječnju 2010. je gostovala u seriji CSI: Miami. U kolovozu 2010. je izabrana za sporednu ulogu u filmu Vrisak 4.
U veljači 2011. je snimila film A Cinderella Story: Once Upon A Song, koji je na DVD-u izašao 6. rujna 2011., a televizijska premijera filma je bila 22. siječnja 2012. na američkom TV programu ABC Family.
Hale je bila domaćin epizode PTV-a MTV-a koja je emitirana 26. travnja 2012. godine, gdje je uspješno prankirala s glumicom Pretty Little Liars Ianom Hardingom, Vanessom Hudgens i Joshom Hutchersonom. Iste godine, Hale je glumila Periwinkle, sestru blizanku Zvončice (koju je izrekao Mae Whitman) u animiranom Disneyjevom filmu Tajna krila.
Hale je bila domaćin za dvije televizijske emisije, 2013 Teen Choice Awards s Darrenom Crissom i MTV Video Music Awards pre-Show sa Sway Callowayom. Hale je bio dopisnik u New Orleansu za novogodišnju Rockin 'Rockin' večer Dicka Clarka s Ryan Seacrestom (2016-danas).
Godine 2018. Hale je glumila u komediji-dramskoj seriji The Life Sentence kao Stella Abbott, žena koja je otkrila da je njezin terminalni rak izliječen. Serija koja je trajala samo jednu sezonu. Iste godine, Hale je glumila u tri filma, Truth or Dare, Dude i Unicorn. 11. ožujka 2019. godine Hale je glumila glavnog lika u seriji spin-off Riverdale Katy Keene. 16. svibnja 2019. Hale će glumiti Robbieja Amella u romantičnoj adaptaciji komedije The Hating Game, temeljenoj na romanu Sally Thorne.
Hale je glazbu opisala kao njezinu "prvu ljubav".  Njezini rani glazbeni utjecaji bili su Shania Twain i Faith Hill, ali ono što je zapalilo njezino zanimanje za glazbu bila je Britney Spears "... Baby One More Time".  Također je slušala Dixie Chicks.  Snimala je pjesme za A Cinderella Story: Once Upon a Soundtrack. Hale je također inspirirala i glume Lady Antebellum i Mirandu Lambert. Tijekom svoje karijere, Hale se pojavljivala u glazbenim spotovima s umjetnicima: Foy Vanceova "She Burns", Chase Jordan's "Lose Control (Take a Sip)" i Jackson Harris "Come Back Down to Earth".
12. lipnja 2012., Hale je objavila da je potpisala ugovor s Hollywood Recordsom (partnerstvo s DMG Nashville). 18. veljače 2014. Haleov debitni studijski album nazvan je Road Between, objavljen 3. lipnja 2014.  Album sadrži dva singla "You Sound Good Me" i "Lie Little Better". Hale je 2015. surađivala s Rascalom Flattsom, izveo naslovnicu "Let It Go" koju je izvorno napisala Idina Menzel iz drugog animiranog filma Disney Frozen, a objavljen je na kompilacijskom albumu We Love Disney.  Kasnije, Hale je snimila dvije pjesme "Mistletoe" i "You're Here" na božićnom albumu Hollywood Christmas, objavljenom 8. prosinca 2017. godine.